# Matt Smith (acteur)
Pour les articles homonymes, voir Matt Smith.
Matthew Smith, dit Matt Smith, est un acteur britannique, né le 28 octobre 1982 à Northampton.
Acteur de théâtre dans sa jeunesse, formé au National Youth Theatre de Londres et à l'université d'East Anglia, il évolue par la suite sur le petit écran, en étant parmi les têtes d'affiche de trois séries télévisées à succès : il est ainsi le onzième interprète du Docteur dans Doctor Who (2010-2014), avant de jouer les rôles du prince consort Philip Mountbatten dans The Crown (2016-2017) et de Daemon Targaryen dans House of the Dragon (depuis 2022).
Au cinéma, il est également apparu à l'affiche de nombreux films à succès dont Lost River (2014) de Ryan Gosling, Orgueil et Préjugés et Zombies (2016) de Burr Steers,  Charlie Says (2018) de Mary Harron ou récemment Last Night in Soho (2021) d'Edgar Wright ainsi que Morbius (2022) de Daniel Espinosa.

## Biographie

### Jeunesse et formation
Matthew Robert Smith naît le 28 octobre 1982 à Northampton, dans les Midlands de l'Est. Jeune, il souhaite devenir footballeur, jouant dans les équipes des jeunes de Northampton Town, Nottingham Forest et celle de Leicester City.
Après une sérieuse blessure au dos qui lui cause une spondylolyse, son professeur d'art dramatique l'encourage à devenir acteur en l'inscrivant dans l'adaptation de Douze hommes en colère (Twelve Angry Men) et le persuade également de rejoindre le National Youth Theatre à Londres[Quand ?].
Il étudie[Quand ?] l'art dramatique et l'écriture à l'université d'East Anglia.

### Carrière
Il interprète ses premiers rôles au théâtre dans les pièces Meurtre dans la cathédrale (Murder in the Cathedral, 2003) et Le Maître et Marguerite (The Master and Margarita, 2004), la première avec le National Youth Theatre, la deuxième avec le Lyric Hammersmith.
Il obtient son premier rôle à la télévision en incarnant Jim Taylor dans l'adaptation par la BBC des livres de Philip Pullman : La Malédiction du rubis (2006) et Le Mystère de l'étoile polaire (2007) au côté de Billie Piper dans le rôle principal. Il joue de nouveau à ses côtés dans un épisode de la série Journal intime d'une call girl et durant l'épisode du cinquantième anniversaire de Doctor Who : Le Jour du Docteur.

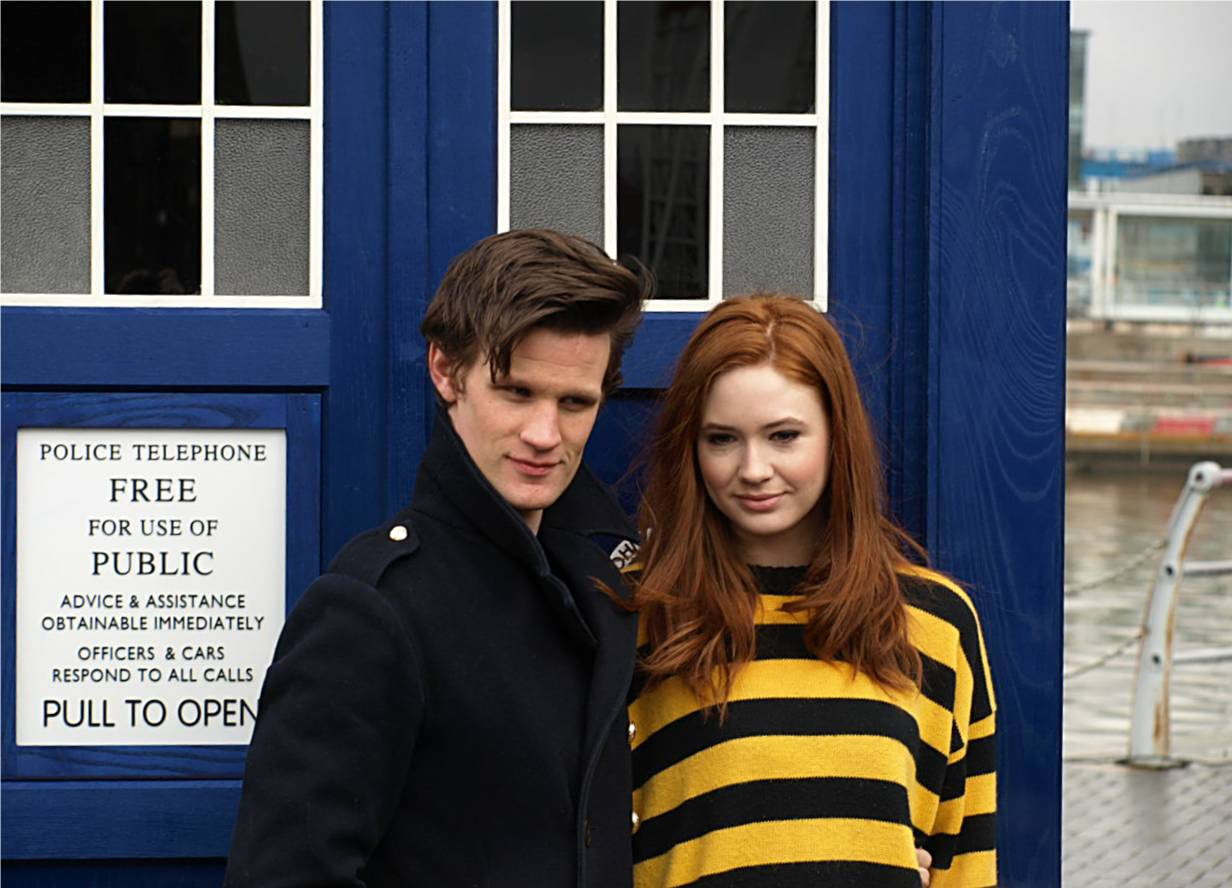
L'acteur au côté de Karen Gillan, sa partenaire de la saison 5 de Doctor Who, à Salford, en mars 2010.

En janvier 2009, il est choisi pour jouer le onzième Docteur dans la série télévisée britannique Doctor Who. Sa première apparition s'effectue dans la deuxième partie de La Prophétie de Noël, diffusée le 1er janvier 2010. Il joue dans les cinquième, sixième et septième saisons. Il fait également une petite apparition dans le premier épisode de la saison 8. Il a comme compagnons notable Amélia Pond, Clara Oswald, Rory Williams, Strax, madame Vastra et Jenny Flint. Matt Smith est aujourd’hui le plus jeune acteur à avoir interprété le Docteur. Il rencontre les Daleks, les Cybermen, les Sontariens, les anges pleureurs, les guerriers de glace, le silence. Il est le premier Docteur dont la saison fut dirigé par le showrunner Steven Moffat. Il se fait remarquer pour son interprétation du Docteur, mi-jeune, mi-vieux, extrêmement fanfarone et loufoque. Il y interprète un Docteur avec un caractère joyeux et attachant mais peut parfois se montrer triste, mélancolique ou colérique comme dans les épisodes Les Anges prennent Manhattan, L'Heure du Docteur ou encore La Pandorica s'ouvre. Plusieurs caractéristiques de ce Docteur sont devenus assez mythiques, comme le nœud papillon, le fez, le chapeau de cow-boy ou les bretelles ; ou encore des expressions telles que « Yowza » ou « Géronimo ». Son plat fétiche est le poisson pané à la crème anglaise.

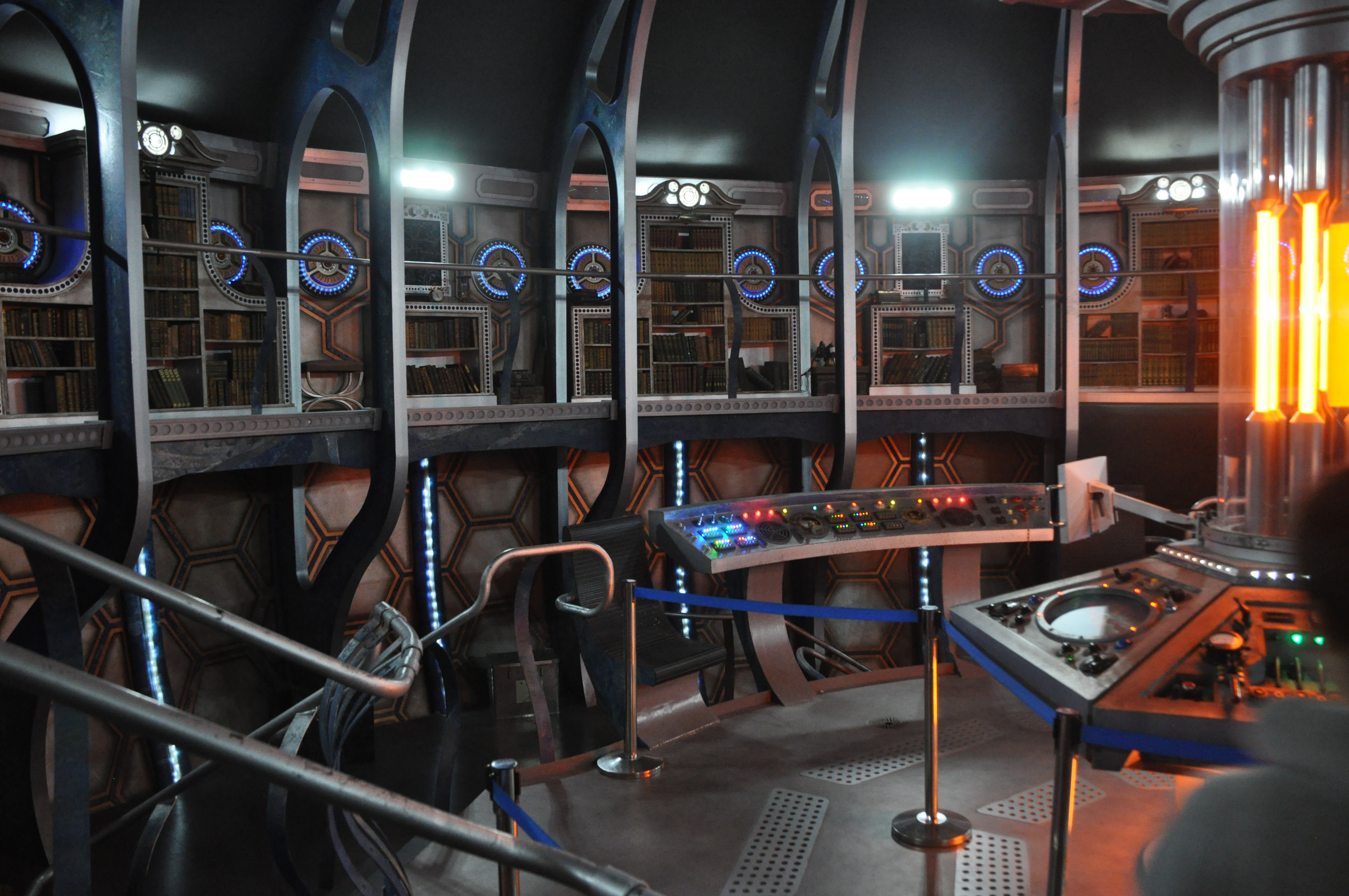
Le deuxième TARDIS de Matt Smith dans la saison 7 de Doctor Who.

Le 26 mai 2012, Matt Smith traverse Cardiff (la ville où est tournée Doctor Who et ses spin-off) avec la flamme olympique, en amont des Jeux olympiques d'été de 2012 à Londres.
En 2014, il tourne dans le thriller fantastique Lost River, réalisé par Ryan Gosling. Il y interprète le personnage de Bully. En 2015, il interprète le personnage de Skynet dans le film Terminator Genisys.
En 2016, il est à l'affiche du film Orgueil et Préjugés et Zombies de Burr Steers inspiré d'un roman de Seth Grahame-Smith. Il y joue le rôle de M. Collins, un pasteur anglais. Il figure à l'affiche de ce film avec son ex-femme Lily James.
Il interprète également le rôle du prince Philip dans la série The Crown, au côté de Claire Foy qui incarne sa femme, la reine Élisabeth II du Royaume-Uni. La série est un succès et l'interprétation de Matt Smith est saluée.
Depuis 2022, il interprète le rôle du prince Daemon Targaryen dans la série House of the Dragon, le préquel de la série à succès de HBO, Game of Thrones. La série est un succès immédiat qui réalise le meilleur lancement de HBO avec 10 millions de téléspectateurs pour son pilote.

### Vie privée
De 2014 à 2019, Matt Smith est en couple avec l'actrice britannique Lily James,,.
Il considère le groupe de musique Radiohead comme une source d'inspiration et est un supporter des Blackburn Rovers.[réf. nécessaire]

## Filmographie

### Cinéma

#### Longs métrages
- 2006 : Sally Lockhart Mysteries - (La Malédiction du rubis & Shadow In The North)
- 2009 : Together (en) de Eicke Bettinga
- 2010 : Christopher et Heinz de Geoffrey Sax : Christopher Isherwood
- 2011 : Womb de Benedek Fliegauf : Thomas
- 2013 : An Adventure in Space and Time : lui-même
- 2013 : The Five(ish) Doctors Reboot : lui-même
- 2013 : American Psycho : The musical (en) (comédie musicale) : Patrick Bateman
- 2014 : Lost River de Ryan Gosling : Bully
- 2015 : Terminator Genisys de Alan Taylor : Alex / Skynet
- 2016 : Orgueil et Préjugés et Zombies de Burr Steers : Mr Collins
- 2018 : Patient Zero  de Stefan Ruzowitzky : Morgan
- 2018 : Charlie Says de Mary Harron : Charles Manson
- 2018 : Mapplethorpe : Robert Mapplethorpe
- 2019 : Official Secrets de Gavin Hood : Martin Bright
- 2020 : His House de Remi Weekes : Mark
- 2021 : Last Night in Soho d'Edgar Wright : Jack
- 2021 : The Forgiven de John Michael McDonagh : Richard Galloway
- 2021 : Superasticot de Jac Hamman et Sarah Scrimgeour : Superasticot (voix)
- 2022 : Morbius de Daniel Espinosa : Lucian "Milo" Hunger
- 2023 : Starve Acre de Daniel Kokotajlo : Richard
- 2025 : Pris au piège - Caught Stealing (Caught Stealing) de Darren Aronofsky : Russ

### Télévision

#### Séries télévisées
- 2007 : Party Animals (saison 1) : Danny Foster
- 2007 : Journal intime d'une call girl (saison 1, épisode 6) : Tim
- 2009 : Moses Jones (saison 1) : Lieutenant Dan Twentyman
- 2010 - 2014 et 2025 : Doctor Who (saisons 5, 6, 7, premier et dernier épisode de la saison 8 et dernier épisode de la saison 2) : le onzième Docteur[9]
- 2010 : The Sarah Jane Adventures (saison 4 épisode 5 et 6) : le onzième Docteur
- 2016 - 2017 : The Crown (saisons 1 et 2) : Philip Mountbatten
- 2021 : This Time with Alan Partridge (saison 2 épisode 3) : Dan Milner
- Depuis 2022 : House of the Dragon : Daemon Targaryen

#### Clips
- 2021 : We're On Our Way Now (chanson de Noel Gallagher's High Flying Birds)
- 2021 : Flying on the Ground (chanson de Noel Gallagher's High Flying Birds)

## Distinctions

### Pour la sérieDoctor Who (2005)
- 2010 : Nomination pour le Prix du meilleur acteur lors des TV Quick Awards
- 2011 : Nomination pour le Prix du meilleur acteur lors des TV Quick Awards
- 2011 : Nomination pour le Prix du meilleur acteur lors des BAFTA TV Award
- 2011 : Nomination pour le Prix du meilleur acteur lors des National Television Awards
- 2011 : Lauréat du Prix du meilleur acteur lors des SFX Awards
- 2012 : Lauréat du Prix du meilleur acteur lors des SFX Awards
- 2012 : Nomination pour le Prix du meilleur acteur lors des TV Quick Awards
- 2012 : Lauréat du Prix du meilleur acteur lors des National Television Awards
- 2013 : Nomination pour le Prix du meilleur acteur lors des National Television Awards

## Voix francophones
En version française, Matt Smith est dans un premier temps doublé par Loïc Guingand dans Christopher et Heinz et Marc Weiss dans Doctor Who. Par la suite, Anatole de Bodinat devient sa voix régulière, le doublant dans Lost River, The Crown, His House, Last Night in Soho ou encore House of the Dragon. Il est également doublé par Daniel Roy dans Orgueils et Préjugés et Zombies et par Gilduin Tissier dans Morbius.